# Sepci
Sepci (cyr. Сепци) – wieś w Serbii, w okręgu szumadijskim, w gminie Rača. W 2011 roku liczyła 542 mieszkańców.